# 埃屈拉 (夏朗德省)
埃屈拉（法語：Écuras，法語發音：[ekyʁa]）是法国夏朗德省的一个市镇，位于该省东部，属于昂古莱姆区。

## 地理
埃屈拉（45°41'1"N, 0°34'1"E）面积24.22 平方千米，位于法国新阿基坦大区夏朗德省，该省份为法国西部内陆省份，北起德塞夫勒省和维埃纳省，东临上维埃纳省，东南至多尔多涅省，南至多爾多涅省，西接滨海夏朗德省。
与埃屈拉接壤的市镇（或旧市镇、城区）包括：埃穆捷、蒙布龙、鲁西讷、鲁泽德、比斯罗勒、比西耶尔巴迪勒。

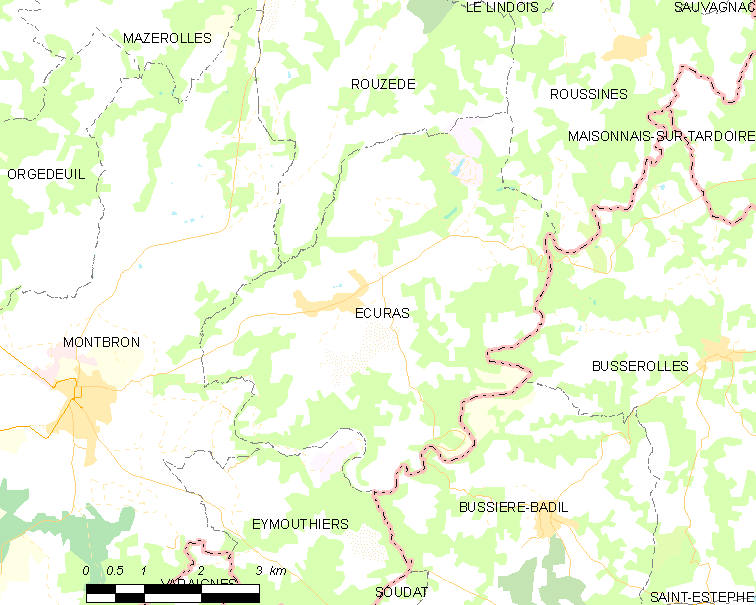
的OSM定位图

埃屈拉的时区为UTC+01:00、UTC+02:00（夏令时）。

## 行政
埃屈拉的邮政编码为16220，INSEE市镇编码为16124。

## 政治
埃屈拉所属的省级选区为塔杜瓦尔河谷县。

## 人口

1962-2008年间人口变化图示

埃屈拉于2022年1月1日时的人口数量为542人。